# 张泽咸
张泽咸（1929年12月—），湖南宁乡人，中华人民共和国史学家、中国社会科学院历史研究所研究员，中国社会科学院荣誉学部委员。

## 生平
幼时在长沙友仁中学（今宁乡县第六高级中学）读书，毕业后在校教书。1952年进入武汉大学历史系学习。毕业后分配至中国科学院哲学社会科学学部（今社会科学院）历史研究所。1959年，参与筹建中国历史博物馆，1960年下放至山东曲阜。1989年起任“中国古代史”与“中国经济史”博士生导师。曾任研究员、学术委员。1990年退休。2006年被评为中国社会科学院荣誉学部委员。

## 出版物
著作（包括合著）：《唐五代赋役史草》、《唐代阶级结构研究》《隋唐时期农业》、《唐代工商业》、《东北古史资料汇编》（上、中、下三册）、《中国封建社会经济史》第二卷《中国大百科全书·中国史卷》、《中国大百科全书·中国史卷》等。
论文：《我与汉唐史研究》、《六朝唐宋间农业劳动者的身份地位问题》、《略论六朝唐宋时期的夫役》、《唐代“南选”及其产生的社会前提》、《再论唐代的客户》等。